# Vitnos
Vitnos eller vitnosdelfin (Lagenorhynchus albirostris) är en art i familjen delfiner som förekommer i kalla och tempererade områden av norra Atlanten.
Artepitet i det vetenskapliga namnet är latin för "vit näbb" och det syftar på den vita nosen.

## Kännetecken
Med en kroppslängd på 1,10 till 1,20 meter vid födelsen samt en genomsnittlig längd av 2,73 meter (hannar) respektive 2,51 meter (honor) är vitnosen en av de större delfinerna. Hannar når en kroppsvikt upp till 354 kilogram och är så tyngre än honor som väger upp till 306 kilogram. Endast ett fåtal hannar blir längre än 3,0 meter och den längsta hannen var 3,1 meter lång. Under huden förekommer ett skyddande späckskikt som är 18 till 31 mm tjockt.
Som namnet antyder har delfinen en kort och kraftig nos med vitfärgad hud. Den skärformiga ryggfenan är böjd bakåt. Vitnosens bröstfenor har en bred bas och slutet är avrundat. Stjärtfenan har en mindre tydlig inbuktning i mitten.
Ryggen och sidorna har en mörkgrå till svart grundfärg. På sidorna finns vitaktiga fläckar som ibland hänger ihop. Ofta finns ytterligare mönster på delfinens kropp som kan vara mycket variabel.
Arten har 88 till 93 kotor i ryggraden, vilket är det största antalet hos alla delfiner. Endast Dalls tumlare (Phocoenoides dalli) har fler kotor (upp till 98) bland valarna. Antalet av de konformiga synliga tänderna är med 22 till 25 per käkhalva jämförelsevis litet. Dessutom förekommer per käkhalva 3 tänder som blir kvar i käkarna.
Vitnosen förväxlas ibland med vitsiding (Lagenorhynchus acutus) men den sistnämnda förekommer vanligen längre norrut. Ett annat skiljedrag är att vitnosen är större och att den saknar den gulaktiga strimman på sidan. Kännetecknande för vitnosen är dessutom den ljusgråa till vita sadeln bakom ryggfenan.

## Utbredning
Arten är endemisk för norra Atlanten och angränsande havsregioner. Den förekommer från Cape Cod och mynningen av Saint Lawrencefloden i Nordamerika förbi Grönlands södra spets och Island till Spetsbergen och södra delen av Barents hav. Den iakttas ofta i Nordsjön och även flera gånger i Östersjön. I Europa finns vitnosen särskilt ofta kring Island och i måttligt antal vid Norges, Storbritanniens, Irlands, Tysklands, Nederländernas och Danmarks kustlinjer. Den är inte känd från havszoner söder om Engelska kanalen.
Som andra valar vandrar den under våren norrut, ibland fram till packisen. Under vintern vistas den i tempererade regioner.

## Levnadssätt
Vitnosen vistas främst i pelagiska regioner men finns även nära kusterna. Under parningstiden och för att jaga bildas grupper av 6 till 30 individer. I enstaka fall har grupper av 1 500 individer iakttagits. Det förekommer även blandade grupper med andra delfiner som öresvin (Tursiops truncatus), sadeldelfin (Delphinus delphis), rissos delfin (Grampus griseus) och vitsiding eller med större valar som sillvalen (Balaenoptera physalus) eller knölvalen (Megaptera novaeangliae). Ibland observeras sjöfåglar som spetsbergsgrissla eller havssula ovanför flockar av vitnos.
Vitnosen simmar vanligen med en hastighet av 6 till 12 km/h. Vid behov kan den nå en hastighet av 30 km/h. En ung hanne vid Island hade förmåga att dyka till ett djup av 45 meter och den var upp till 78 sekunder under vattenytan.
Enligt studier från 1990- och 2000-talet äter arten främst torskfiskar. Beroende på utbredning dominerar torsk, vitling, kolja, glyskolja eller kolmule som byte. I tidigare avhandlingar nämns däremot stimfisk som makrill och sill som den viktigaste födan. Arten jagar med hjälp av klickljud som används för ekolokaliseringen. Ibland äter den även bytesdjur som den hittar på havsbotten som till exempel kräftdjur. 
Som naturliga fiender, särskild för unga individer, antas hajar och späckhuggare (Orcinus orca) men hittills finns endast ett fåtal bevis för teorin. Vid Pentlandsundet i Skottland iakttogs späckhuggare som jagade vitnosen. Dessutom hade några individer av vitnosen nära Island sår som troligen orsakades av späckhuggare.
Populationens storlek uppskattas med flera hundratusen individer. Beståndet i Atlantens östra delar är större än i västra delar.

## Fortplantning
På grund av undersökningar antas att vitnosen blir könsmogen när den blev 2,30 till 2,40 meter (honor) respektive 2,30 till 2,50 meter (hannar) lång. Honor är vid denna tidpunkt 6 till 10 år gamla och hannar oftast två år äldre.
Enligt studier från östra Nordsjön och från norra brittiska öarna bildar dräktiga honor egna flockar.
Mellan juni och september strandar särskilt många ungdjur och därför antas att de flesta födelser sker under högsommaren. Honor uppskattas vara 11 månader dräktiga och sedan föds en unge per kull. Angående parningstider är ingenting känt. Det finns inte heller uppgifter om vitnosens livslängd.

## Systematik
Vitnosen beskrevs 1846 som andra art i släktet Lagenorrhynchus av John Edward Gray. På så sätt skilde samma auktor vitnosen som självständig art från vitsiding (Lagenorrhynchus acutus) som redan beskrevs 1828.
Idag finns i samma släkte ytterligare fyra arter.

## Hot och skyddsåtgärder
Vitnosen har hittills ingen särskild ekonomisk betydelse. Arten fångades tidigare av fiskare vid Kanadas, Grönlands och Skandinaviens kustlinjer men denna jakt var egentligen inte avsedd på vitnosen utan på fisk eller andra valarter. Den enda jakten som direkt syftade på vitnosen gjordes under 1800-talet av amerikanska indianer. 1983 fångades tre levande individer för ett akvarium i Mystic, Connecticut.
Liksom flera andra valar hotas arten av havet förorening. Ett större antal miljögifter som polyklorerade bifenyler (PCB) och tungmetaller som bly, kadmium och kvicksilver hittades i djurets späckskikt.
Som alla mindre valar saknas vitnosen i skyddslistan av International Whaling Commission. Däremot listas den hos CITES i appendix II och därför är det förbjuden att handla produkter från vitnosen. I vissa stater finns lag som beträffar jakt och handel med delfiner.